# Valenciana (pel·lícula)
Valenciana és una pel·lícula dramàtica valenciana del 2024 escrita i dirigida per Jordi Núñez basada en l'obra de teatre de Jordi Casanovas protagonitzada per Ángela Cervantes, Tània Fortea i Conchi Espejo.

## Trama
Ambientada al País Valencià de la dècada del 1990, la trama segueix la difícil situació de tres periodistes i amigues: la Valèria, l'Ana i l'Encarna; la primera es veu involucrada en l'addicció a les drogues sintètiques, la segona en programes de televisió esgarrifosos i la tercera en la comunicació política mentre intenten salvar la seva amistat.

## Repartiment
- Ángela Cervantes com a Valèria[1]
- Tània Fortea com a Ana[1]
- Conchi Espejo com a Encarna[1]
- Fernando Guallar com a Ricardo Zamora[2]
- Sandra Cervera com a Sonia[3]
- Amparo Fernández com a Vicky[3]
- Jorge Silvestre com a Kiko[3]
- Jaime Linares com a Joaquín[3]

## Producció
La pel·lícula és una producció de Pegatum Transmedia, Dacsa Produccions, Àmbar Pictures i Solworks Films. Va comptar amb la participació de 3Cat, À Punt, IB3, i Filmin i el suport d'Institut Valencià de Cultura. Es va rodar en valencià i castellà.

## Alliberament
La pel·lícula es va estrenar el 22 de juny de 2024 al Festival Cinema Jove, on va guanyar el Premi del Públic. Distribuïda per Carácter Films, es va estrenar als cinemes el 18 d'octubre de 2024.